# Culicoides asiaticus
Culicoides asiaticus är en tvåvingeart som beskrevs av Gutsevich och Smatov 1966. Culicoides asiaticus ingår i släktet Culicoides och familjen svidknott. Inga underarter finns listade i Catalogue of Life.